# Marche du Frioul
 (septembre 2022).
Si vous disposez d'ouvrages ou d'articles de référence ou si vous connaissez des sites web de qualité traitant du thème abordé ici, merci de compléter l'article en donnant les références utiles à sa vérifiabilité et en les liant à la section « Notes et références ».
776–952
Entités précédentes :
- Duché du Frioul

Entités suivantes :
- Duché de Bavière

La marche du Frioul fut de 776 à 952 une marche de l'Empire carolingien.

## Liste des Ducs et Margraves de Frioul

### Ducs
- 776-787 : Marcaire
- 787-789 : Unroch
- 789-799 : Éric
- 799-808 : Onfroy
- 808-811 : Aio
- 817-819 : Cadolah
- 819-828 : Baldéric

### Margraves
- 830-866 Évrard
- 866-874 Unroch III
- 874-924 Bérenger, également empereur du Saint-Empire romain germanique
- 924-952 Bérenger II

## Sources
- Thomas Hodgkin . Italy and her Invaders. Clarendon Press: 1895.